# Davlekanovsky (huyện)
Huyện Davlekanovsky (tiếng Nga: ? райо́н) là một huyện hành chính tự quản (raion), của Bashkortostan, Nga. Huyện có diện tích 1913 km², dân số thời điểm ngày 1 tháng 1 năm 2000 là 18700 người. Trung tâm của huyện đóng ở Davlekanovo.